# مدل (زلاغي الغربي)
مدل (بالفارسية: مودل) هي منطقة سكنية تقع في إيران في قسم زلاغي الغربي الریفي.